# Dänische Badminton-Mannschaftsmeisterschaft 2021/22
In der Dänischen Badminton-Mannschaftsmeisterschaft 2021/22 siegte im Final-Four-Turnier Vendsyssel BK.

## Vorrunde
| Platz | Team                   | Spiele | Siege | Score | Sätze  | Punkte |
| ----- | ---------------------- | ------ | ----- | ----- | ------ | ------ |
| 1     | Vendsyssel BK          | 9      | 7     | 59-22 | 129-60 | 81     |
| 2     | Skovshoved IF          | 9      | 9     | 53-28 | 118-72 | 75     |
| 3     | Højbjerg/Via Biler     | 9      | 7     | 52-29 | 123-73 | 73     |
| 4     | Værløse BK             | 9      | 5     | 47-34 | 108-83 | 63     |
| 5     | Gentofte BK            | 9      | 6     | 46-35 | 111-88 | 62     |
| 6     | Team Skælskør-Slagelse | 9      | 4     | 43-38 | 95-89  | 57     |
| 7     | Odense BK              | 9      | 4     | 38-43 | 84-103 | 49     |
| 8     | Solrød Strand BK       | 9      | 2     | 40-41 | 93-95  | 49     |
| 9     | Aarhus AB              | 9      | 1     | 21-60 | 60-130 | 25     |
| 10    | Greve Strands BK       | 9      | 0     | 6-75  | 26-154 | 6      |

## Final Four
| Platz | Team               | Spiele | Siege | Score | Sätze | Punkte |
| ----- | ------------------ | ------ | ----- | ----- | ----- | ------ |
| 1     | Vendsyssel BK      | 2      | 2     | 10-3  | 22-9  | 10     |
| 2     | Skovshoved IF      | 2      | 1     | 7-9   | 16-21 | 9      |
| 3     | Højbjerg/Via Biler | 2      | 1     | 7-7   | 16-16 | 7      |
| 4     | Værløse BK         | 2      | 0     | 5-10  | 14-22 | 6      |